# Playa de Canet

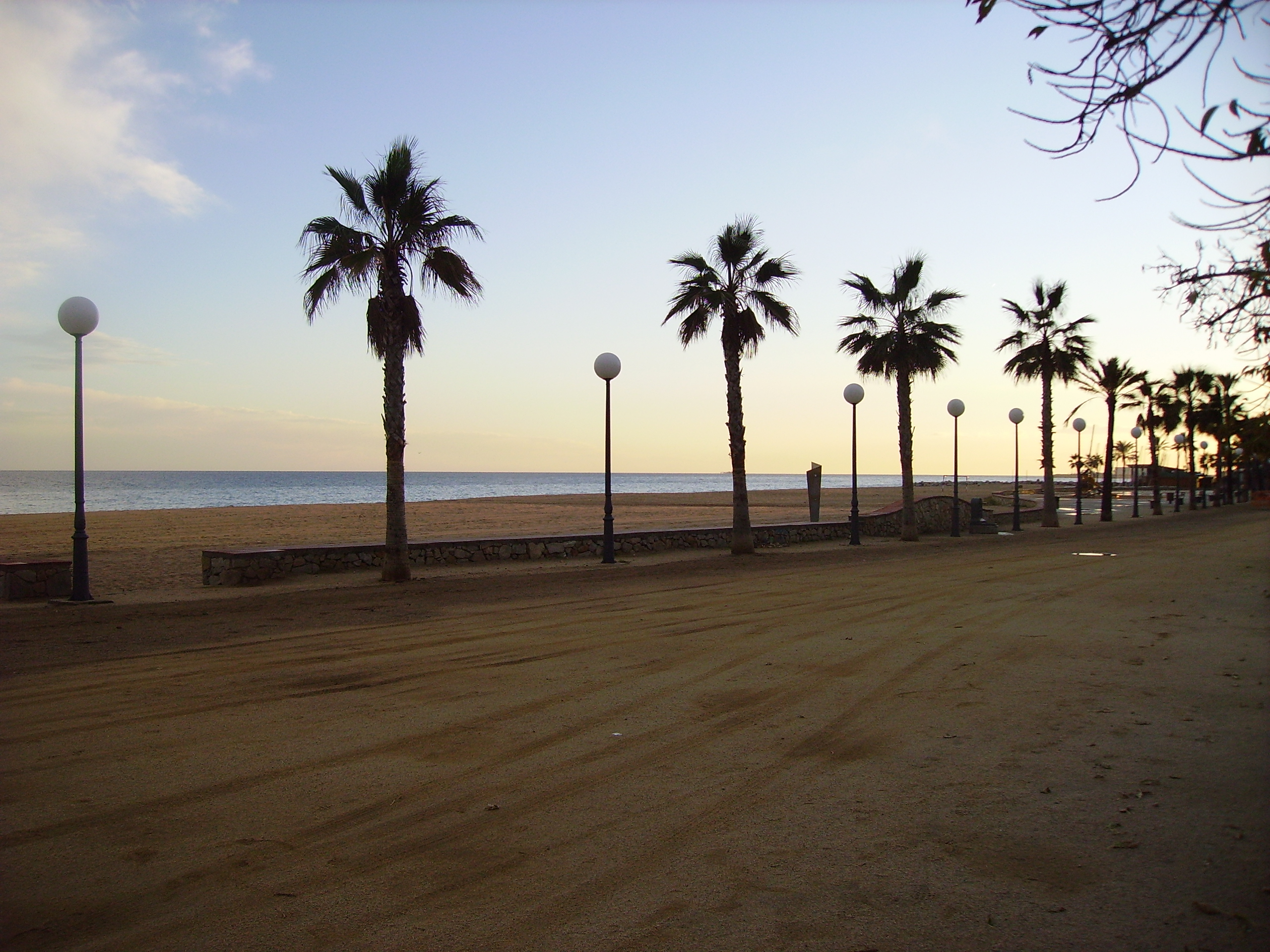
Playa de Canet de Mar

La playa de Canet es una playa de Canet de Mar, en El Maresme. Hace más de 1800 m de longitud. Su litoral está compuesto por un fondo arenoso debido por la descomposición de las rocas graníticas que tiene forman el subsuelo canetense. La playa es plana y dispone de un fácil acceso a pie o en bicicleta.
Con un buen estado de conservación, la playa de Canet ha recibido en los últimos años la calificación de Bandera Azul que otorga la Unión Europea. La calidad de la playa es la franja de protección de la vegetación litoral, como veguerías en el Paseo Marítimo. En este espacio se encuentran plantas autóctonas del litoral catalán y del Maresme (maresme).

## Chiringuitos y Restaurantes
Empezando por la playa de las Rocas hasta la playa del Cavaió.
- 'Restaurante Les Roques'.
- 'La Lluna', Guingueta-Chill out.
- 'Atzavara', Restaurante-Chiringuito-Bar de Copas.
- 'La Caña', Guingueta.
- 'Bitàkora' Restaurante-Xiriguito del Espigón.
- 'Lau Beach', Guingueta-Bar de Copas.

## Servicios de la playa de Canet
- Litoral balizado para evitar la entrada de embarcaciones
- Canal de entrada y salida de embarcaciones
- Puesto de socorro
- Embarcación de socorro
- Vehículo de salvamento
- Aseos públicos
- Duchas
- Voleibol playa
- Pasarelas
- Silla de ruedas
- Alquiler de hamacas
- Alquiler de náuticos